# Hoplomys gymnurus
La rata acorazada (Hoplomys gymnurus), también conocida como 'ratón blindado', 'ratón puyudo' o 'güira', es una especie de roedor histricomorfo de la familia Echimyidae, que se encuentra en Honduras, Costa Rica, Nicaragua, Panamá y al occidente de Colombia y Ecuador.

## Descripción
El cuerpo alcanza 30 cm de longitud y la cola 24 cm. La cabeza es relativamente larga y angosta; las vibrisas son negras y llegan hasta los hombros. El pelo del lomo es pardo acanelado con espinas, el de los muslos es negruzco cubierto de espinas y el del vientre y las patas es blanco.

## Hábitat
Vive en bosques húmedos tropicales, cerca de los arroyos, donde construye su madriguera con túneles de hasta 2 m de largo. Sus hábitos son nocturnos, solitarios y terrestres. Se alimenta de frutos.

## Reproducción
El período de gestación dura 64 días, tras los cuales nace entre 1 y 3 crías.

## Consumo
Esta especie es utilizada como fuente de alimentación por las comunidades locales. Su carne se considera de buena calidad y la abundancia de especímenes no amenaza la sustentabilidad de su consumo.